# Министерство труда и социального обеспечения Ирана
Министерство труда и социального обеспечения Ирана (перс. وزارت کار و امور اجتماعی‎) являлось министерством правительства Ирана, отвечающим за регулирование и реализацию политики, применимой к труду и социальным вопросам.

## История
После Второй мировой войны и её социально-экономических последствий, разногласия и забастовки усиливались в разных частях страны, это давление заставило правительство премьер-министра Ахмада Кавама создать независимую службу, «Главное управление труда» в отделе Министерства профессий и искусства в 1944 году. Это не могло решить существовавшие проблемы, поэтому они пришли к выводу, что для того, чтобы преодолеть проблемы, они должны принять закон по трудовому законодательству. Первое Трудовое право было утверждено кабинетом (но не было утверждено парламентом) 18 мая 1946 года в особой ситуации, где забастовки начали обретать политический аспект. Неспособность Главного управления труда преодолеть трудности и другие причины привели к образованию Министерства труда и рекламы 4 августа 1946 года. Позднее оно стало Министерством труда и социальных вопросов, а после иранской революции 1979 года многие связанные организации вошли в него. Министерство было распущено 3 августа 2011 года.